# Embalming -Another Tale of Frankenstein-
Embalming -The Another Tale of Frankenstein- (エンバーミング-The Another Tale of Frankenstein-, Enbāmingu) é uma série em mangá desenhada por Nobuhiro Watsuki, Embalming surgiu primeiro como um one-shot, Dead Body & Bride, na  Jump the Revolution 2005 em 30 de setembro de 2005. Depois este one-shot foi lançado no último volume do mangá Busou Renkin e ganhou algumas páginas a mais. Quase um ano depois da publicação deste, Watsuki resolveu desenhar outro oneshot sobre o mundo de Embalming, Dead Body & Lover, na Jump The Revolution 2006 em 29 de setembro de 2006. Querendo desenvolver mais o mundo de Embalming, Watsuki finalmente ganhou a chance de fazê-lo no final de 2007 com o lançamento da Jump SQ.

## Enredo
A história acontece no final do século XIX (não é especificado um ano, apenas diz que é 189X) e se basea no conceito de Frankenstein.

### Frankensteins
Em Embalming, Frankensteins dividem-se basicamente em dois tipos:
- Frankensteins de um corpo: Estes são criados usando-se apenas um cadáver.
- Frankensteins de vários corpos: Estes são criados usando-se partes de vários cadáveres. Estes ainda podem ser construídos com partes além de partes humanas, alguns inclusive parecem mais monstros do que humanos.

Entre esses dois tipos, ainda há os Frankensteins especialistas como Fury, Elm e John Doe.
- Frankensteins especialistas: Estes são Frankensteins com habilidades únicas como controle da pele e criação de vácuo como a Elm ou as habilidades de controlar o fluxo do sangue como John Doe.

No entanto, há um ponto em comum entre qualquer tipo de Frankenstein, todos eles possuem, em algum lugar do corpo, eletrodos que lhes fornecem a energia necessária para que eles se movam. E a destruição destes eletrodos é a única forma de se destruir por completo um Frankenstein.
Nos primeiros oneshots é dito que um Frankenstein, mesmo que seja usado apenas partes do corpo original, não mantém nenhuma das memórias de quando era vivo. Mas na série, tanto Fury quanto Raise ainda possuem lembranças de suas vidas passadas. Se o porque disso será explicado ou se algo será alterado na história de Jhon Doe e Elm, ainda é um mistério.

### Enredo
150 anos atrás, o jovem e brilhante cientista, Victor Frankenstein, brincou de Deus e, usando cadáveres como base, criou um ser humano que não era humano; foi a criação de um cadáver vivo, um Frankenstein.
O método exato se perdeu há muito tempo, mas ainda existem dois livros contendo fragmentos das pesquisas de Victor Frankenstein. Mesmo hoje, encobertos pela noite, na escuridão dos cemitérios esquecidos pela história, incontáveis pessoas trabalham para desenvolver sua pesquisa.

#### Embalming -Dead Body & Bride-
O Frankenstein John Doe e a humana Little Rose são dois exterminadores de Frankensteins, enquanto ele cuida do serviço sujo destruindo outros Frankensteins, Little Rose cuida dos reparos de Jhon Doe. Um de seus serviços o levem a uma pequena vila da Inglaterra. Eles são contratados por Marigold, a vila vem sendo artomentada por Lorde Cadáver, um homem sem escrúpulos que está utilizando o povo da vila na sua pesquisa sobre Frankensteins. Mas John Doe costuma cobrar um preço bem estranho por seus serviços, partes de corpo humano... Tudo o que ele quer é construir uma noiva Frankenstein para si.

#### Embalming II -Dead Body & Lover-
A Frankenstein Elm e o humano Ashuhit estão viajando pela Alemanha, quando em meio a viagem encontram com uma viajante que acabará de sofrer um acidente com sua carruagem, após salvá-la eles acabam por acompanhá-la até seu vilarejo. Mas tudo não passa de uma armadilha e lá eles são atacados por um homem estranho que vem usando o vilarejo para pesquisar Frankensteins.

#### Embalming -The Another Tale of Frankenstein-
Fury, Raise e Edel são os únicos sobreviventes de um incidente ocorrido 5 anos atrás... Numa noite com uma forte nevasca a caravana deles é atacada por uma gigantesca figura e por pouco os três escapam com vida e são encontrados por um lorde que vivia perto do local... O tempo passa e eles crescem... Edel como filha do Lorde Wise e Fury e Raise como criados treinados por Shade, o capataz da mansão. Para poder seguir em frente Fury precisa se vingar do homem que causou tudo isso em suas vidas, Raise jurou seguí-lo para onde fosse, enquanto que o trauma e a febre fez com que Edel perdesse a memória de tudo que ocorrerá antes de ser adotada. Numa noite cheia de neve, como no dia em que tudo começou, Fury e Raise encontram o homem para descobrir que ele é um Frankenstein! Depois de uma feroz batalha e a "morte" de Raise, Fury é resgatado pela misteriosa Dra. Peaberry... A partir daí começa sua jornada de vingança para destruir todos os Frankensteins.

## Personagens
- Fury Flatliner (フューリー　フラットライナー)

Personagem principal da série, ele busca vingança de todos os Frankensteins por tudo o que aconteceu em sua vida. Ele é extremamente habilidoso com facas e muito forte. Determinado, ele protege Edel como uma irmã mais nova e não acredita que de início que o homem que criou o Frankenstein que originou tudo foi o próprio Lorde Wise. Durante seu confronto com ele e seus Frankensteins ele descobre que já morreu e foi transformado em Frankenstein pela Dra. Peaberry. Seus eletrodos ficam no pescoço. Ele é um Frankensteins especialista, mas ainda não se sabe quais são suas habilidades. Primeira aparição: Capítulo 1
- Raise Allen (レイス アレン)

Amigo de infância de Fury, jurou lealdade a ele depois que o mesmo salvou sua vida na noite de cinco anos atrás. Exímeo atirador. Ele morre na batalha contra o Frankenstein de 5 anos atrás e é transformado em Frankenstein pelo Lorde Wise. Apesar disso ele e Fury ainda continuam juntos, planejando ir para Londres caçar Frankensteins. Sempre foi muito frio e calculista, sem se importar com ninguém além dele mesmo e Fury, essas características se tornam ainda mais evidente depois de se tornar um Frankenstein. Quando toda a verdade é descoberta sobre o Lorde Wise e o grupo não tem outra escolha a não ser levar Edel com eles, Raise enlouquece a mata o Lorde Wise e logo depois Edel, despertando a fúria de Fury. Ele se isola na mansão dizendo que irá esperar Fury em Londres. Seus eletrodos ficam na altura entre o peito e a barriga. Primeira aparição: Capítulo 1
- Peaberry　(ピーベリー)

Misteriosa doutora que pesquisa Frankensteins e está sempre vestida com uma lingerie sexy e um jaléco de cientista. Sabe-se apenas que ela foi assistante do pai de Ashuhit dez anos atrás, e hoje está "marcada" pelo culto dele, sendo considerada uma traidora e perseguida por seus membros. Quando Fury morre é ela que o transforma em Frankenstein. Não se sabe muito sobre ela além de que entende bastante de Frankensteins e é responsável pela manutenção do Fury. Ela assume que o criou apenas para destruir outros Frankensteins. Primeira aparição: Capítulo 1
- John Doe　(ジョン　ドゥ)

Um misterioso e poderoso Frankenstein. Ele possui várias cicatrizes de dissecação, com destaque para uma enorme no meio do peito em forma de cruz. Diz-se que ele é o mais novo tipo de Frankenstein e possui um estranho poder de cortar as coisas utilizando suas cicatrizes (é isso que dá a entender do poder dele, ainda resta uma explicação mais detalhada sobre o mesmo). Além disso, ele ainda pode controlar o fluxo de sangue do seu corpo. Ele não possui nenhuma lembrança de sua vida passada e seu único desejo é construir uma noiva Frankenstein para si. 10 anos atrás ele esteve preso sob os cuidados de uma misteriosa organização religiosa, que sabe sobre seu passado. Talvez ela tenha criado John Doe ou apenas estavam mantendo-o preso. Não sabe-se onde ficam seus eletrodos. Primeira aparição: Ainda não apareceu (sua descrição é baseada no que foi mostrado nos oneshots, quando o mesmo aparecer na série pode ocorrer alguma alteração)
- Ashuhit Richter　(アシュヒト　リヒター)

Jovem cientista alemão, conhece Elm desde criança. Ele aparenta ser frio e não se importar com ninguém além da Elm, mas sempre acaba por ajudar os outros a pedido dela. Quando eles eram crianças Ashuhit levou Elm até a igreja da vila para verem um Frankenstein e acabaram encontrando Jhon Doe, cego de fúria ele se libertou e matou Elm enquanto que Ashuhit perdeu a perna direita. O pai de Ashuhit acaba por lhe fazer uma perna mecanica que é capaz de conduzir eletricidade quando conectada a alguma fonte de energia. Ele se culpa pelo que aconteceu e viaja o mundo a procura de um meio de transformar Elm em humana novamente. Primeira aparição: INTERMISSION
- Elm L Renegade　(エルム　L　レネゲイド)

Uma Frankenstein bem alegre e que adora ajudar as pessoas em necessidade, o completo oposto de Ashuhit. Quando eles eram crianças Ashuhit a levou até a igreja da vila para verem um Frankenstein e acabaram encontrando Jhon Doe, cego de fúria ele se libertou e matou Elm enquanto que Ashuhit perdeu a perna direita. O pai de Ashuhit a transformou em Frankenstein. Ela possui habilidades estranhas mesmo para um Frankenstein. Ela é capaz de regenerar ferimentos instantaneamente, criar vácuos e possui total controle sobre a pele do seu corpo. Ela apenas quer que Ashuhit pare de tratá-la como criança, por isso ela quer encontrar seu criador para que ele lhe construia um corpo mais adulto e sexy. Não sabe-se onde ficam seus eletrodos. Primeira aparição: Capítulo 5 (ainda é preciso confirmar se ela mantém todos os poderes apresentados nos oneshots)
- Little Rose　(リトル　ロゼ)

Responsável por reparos em Jhon Doe. Ele não sabe, mas ela faz parte do culto que o mantinha sob custídia, sua função é observá-lo e não permitir que ele recupere sua memória. Embora ela tenha um papel importante no primeiro oneshot, não se viu ainda nenhuma imagem dela nem citação em relação à sua presença na série. Suspeita-se que ela tenha sido cortada da história, mas isso ainda precisa ser confirmado. Primeira aparição: Dead Body & Bride (Não sabe-se se ela vai aparecer na série)
- Marigold (マリゴルド)

Filha do único nobre com coragem para enfrenter Lorde Cadáver, por esse motivo ele foi morto e Marigold perdeu as pernas. Ele se tornou muito ressentida pelo que aconteceu e tudo o que deseja é vingança, antes de morrer, isso a leva a contratar John Doe e Little Rose. Primeira aparição: Dead Body & Bride (improvável que ela apareça na série)
- Lorde Cadáver　(死体卿)

Um homem sem escrúpulos que adquiriu um dos livros proibidos e se estabeleceu numa pequena vila no interior da Inglaterra. Primeiro ele usou os cadáveres da vila para fazer seus experimentos, mas com o tempo começou a atacar os moradores da vila. Para não ser incomodado ele subornou todas as autoridades e pessoas influentes. O pai de Marigold foi o único a se opor a ele e por isso Cadáver o matou. Primeira aparição: Dead Body & Bride (improvável que ele apareça na série)
- Zapper (裁断者)

Zapper é o Frankenstein mais poderoso de Lorde Cadáver. Ele foi construído mesclando-se os músculos de vários corpos para lhe conceder uma força sobre-humana, mas não é tão forte quanto John Doe e é facilmente eliminado. Parece que possui limitada capacidade de fala. Primeira aparição: Dead Body & Bride (improvável que ele apareça na série)
- Kiefer　(キーファー)

Uma jovem garota que morava com sua família num pequeno vilarejo no interior da Alemanha. Quando uma epidemia atacou o vilarejo e todos morreram, ela se voltou para o Doutor para tentar transformar seu irmão em Frankenstein. Depois disso ela passou a atrair viajantes para o vilarejo para que o Doutor os usasse em seus experimentos. Primeira aparição: Dead Body & Lover (improvável que ela apareça na série)
- Irmão da Kiefer

Quando vivo ele se importava muito com Kiefer e era um ótimo cozinheiro, mas assim como seus pais, ele morreu da epidemia que atacou a vila. Seu desejo era de que Kiefer saísse da vila e vivesse feliz, mas ao invés disso ela tentou trazê-lo de volta transformando-o em um Frankenstein. O Doutor enganou Kiefer e o usou como "fonte de energia" de sua grande criação, Friedhöfe, e quando ele desperta está totalmente fora de controle e ataca Kiefer, até que Ashuhit o mata. Primeira aparição: Dead Body & Lover (improvável que ele apareça na série)
- Doutor (先生)

Ele era o médico do vilarejo de Kiefer, incapaz de encontrar uma cura para a doença que assolava o vilarejo ele se voltou para os experimentos envolvendo Frankensteins e algum momento acabou ficando louco. Ele engana Kiefer prometendo trazer seu irmão de volta para que ela atraia pessoas para o vilarejo para ele poder continuar seus experimentos. Primeira aparição: Dead Body & Lover (improvável que ele apareça na série)
- Pai do Ashuhit

Nada sabe-se sobre ele apenas que faz parte de um culto que tinha John Doe sob custódia. Ele foi responsável pela criação da Elm e da construção da perna mecânica de Ashuhit. Primeira aparição: Ainda não apareceu (sua descrição é baseada no que foi mostrado nos oneshots, quando o mesmo aparecer na série pode ocorrer alguma alteração)
- Edel Wise　(エーデル ワイス)
- Shade Jason　(シェイド ジェイソン)
- Lorde Robert Wise　(ロバーと　ワイス卿)
- Cadaverick

## Mangá
O primeiro volume está programado para ser lançado no Japão dia 4 de Setembro. Não sabe-se quantos capítulos ele conterá.
Até o momento foram publicados 7 capítulos mensais na Jump SQ.
- Capítulo 1: DEAD BODY and REVENGER 1 (Jump SQ #1 - 11/2007)
- Capítulo 2: DEAD BODY and REVENGER 2 (Jump SQ #3 - 01/2008)
- Capítulo 3: DEAD BODY and REVENGER 3 (Jump SQ #4 - 02/2008)
- Capítulo 4: DEAD BODY and REVENGER 4 (Jump SQ #5 - 03/2008)
- Capítulo 5: DEAD BODY and REVENGER 5 (Jump SQ #6 - 04/2008)
- INTERMISSION (Jump SQ #7 - 05/2008)
- Capítulo 6: DEAD BODY and LOVER 1 (Jump SQ #8 - 06/2008)
- Capítulo 7:

## Drama CD
Na Jump Festa de 2007 foi feito um drama CD dublando o primeiro capítulo de Embalming. Os dubladores foram:
- Fury Flatliner: Yuji Ueda (Sanosuke)
- Raise Allen: Miyano Mamoru (Raito Yagami)
- Dra. Peaberry: Yuzuki Ryouka (Tokiko)
- Edel: Hirano Aya (Mahiro)